# سن-پی، کبک

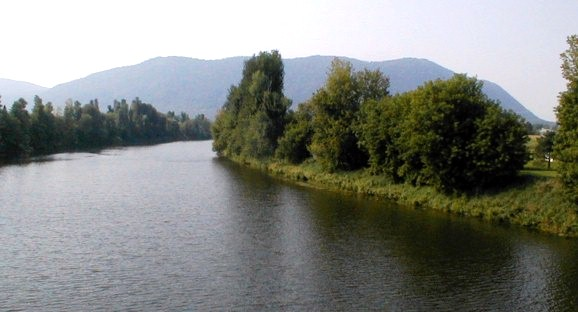
نمایی از شهرک «سن-پی» در منطقه شهری له ماسکوتن - ۲۰۰۷

سن-پی (به فرانسوی: Saint-Pie) شهرکی در منطقه شهری له ماسکوتن ناحیه مونترژی در استان کبک کانادا است. در سرشماری سال ۲۰۱۱ این شهرک ۵٬۲۲۴ نفر جمعیت داشته‌است و مساحت آن ۱۰۶٫۴۷ کیلومتر مربع است.